# وسواس تاریک (فیلم ۲۰۲۳)
وسواس تاریک (به انگلیسی: Dark Obsession) فیلمی محصول سال ۲۰۲۳ و به کارگردانی جورج هنری هورتون است. در این فیلم بازیگرانی همچون بلین موریس، مینا سوواری، دانیل هریس، آدریانا بارازا، لوسی ورنر، لنی آمویا، انوار وولف و کاتلین کینمانت ایفای نقش کرده‌اند.